# Herzkraft
Die Herzkraft ist ein Maß für die Leistungsfähigkeit der Herzmuskulatur. Die Herzkraft darf nicht mit der Herzarbeit und mit der Herzleistung verwechselt werden.
In der modernen Kardiologie werden diese drei Begriffe Herzkraft, Herzarbeit und Herzleistung kaum noch verwendet. Es wird also nicht mehr kommuniziert, ob die aktuellen Therapieoptionen diese drei Größen vergrößern oder verkleinern sollen.
Größenordnungsmäßig betragen beim Erwachsenen in Ruhe
- die Herzkraft 1 N
- die Herzarbeit 1 J
- die Herzleistung 1 W

## Definition
Unter dem Fachbegriff der Inotropie versteht man die Herzkraft. Sie heißt auch Schlagkraft, myokardiale Kontraktilität, Kontraktionskraft, Verkürzungsgeschwindigkeit oder Verkürzungsfraktion (englisch: fractional shortening). Die Inotropie bildet den funktionellen Gegensatz zur Lusitropie. Fractional Shortening (FS) ist die „prozentuale systolische Verkürzung des linksventrikulären Durchmessers“.

## Physiologie
Die Herzkraft ist das Produkt aus der Blutmasse m (= Gewicht des Schlagvolumens) und ihrer Beschleunigung a. Für die Herzkraft F gilt also die Formel F = ma mit der SI-Einheit Newton. Es gilt 1 N = 1 kgm/s2.
Die Herzkraft im kleinen Kreislauf ist viel kleiner als die Herzkraft im großen Kreislauf.
Soll die Herzleistung gesteigert werden, kann dies durch Vergrößerung der Kontraktionsgeschwindigkeit und durch Verstärkung der Kontraktionskraft geschehen. Wird eine größere Arbeitskraft geleistet, so werden die Herzmuskelfasern gedehnt.
Eine Sollwertüberschreitung des Blutdrucks gilt als adäquater Reiz für die Barorezeptoren. So kommt es zu einer glossopharyngeal induzierten Stimulation der kardioinhibitorischen Neurone in der Medulla oblongata. Diese vermitteln über eine Steigerung des Vagotonus die Verminderung der Herzkraft (negative Inotropie).
„Von besonderer Bedeutung für das Verständnis einer Herzmuskelinsuffizienz ist die Beziehung zwischen Wandspannung und der daraus sich ergebenden Herzarbeit und dem Ausmaß der Dilatation (La Place). Diese für die Herzarbeit so zentrale Größe wird durch den Quotienten von Kammerradius zu Wanddicke wiedergegeben. Es gilt die Formel Wandspannung = (Druck in der Kammer) × (Innenradius) / (Wanddicke).“ Die mechanische Spannung ist definiert als Kraft pro Fläche; wie der Blutdruck wird sie in Pascal gemessen.

## Zahlenwerte
Zahlenwerte für die Herzkraft des Menschen lassen sich auch bei der Google-Suche nicht finden. Ein kurioses historisches Zitat über die „Herzkraft bei Thieren“ stammt aus dem Handwörterbuch der Physiologie. Hier wurde 1853 mit umfangreicher Erklärung eine „Herzarbeit von 4205675 gleicher Gewichtstheile“ angegeben.
Beim Erwachsenen betragen in Ruhe die Herzarbeit etwa 1 J und die Herzleistung etwa 1 W. Arbeit ist Kraft mal Weg. Also ist Kraft die Arbeit pro Weg. Wenn die Herzarbeit 1 J und der Weg (des arteriellen Blutes im Körper) 1 m betragen, errechnet sich eine Herzkraft von 1 N. Denn 1 J = 1 Ws = 1 Nm.

## Herzzeitvolumen
Das Herzzeitvolumen (als Maß für die Schwere einer Herzinsuffizienz oder als Kriterium für das Vorliegen einer Herzinsuffizienz) ist
- das Produkt aus Schlagvolumen und Herzfrequenz,
- der Quotient aus Herzleistung und Blutdruck,
- der Quotient aus Blutdruck und peripherem Widerstand sowie
- die Quadratwurzel des Quotienten aus Herzleistung und peripherem Widerstand.

Dabei sind
- das Schlagvolumen das Produkt aus enddiastolischem Höhlenvolumen und der zugehörigen Netto-Ejektionsfraktion und
- die Herzleistung das Produkt aus Herzarbeit und Herzfrequenz.

## Medikamente
Arzneistoffe, die die Herzkraft durch Steigerung der Kontraktion des Herzmuskels beeinflussen, bezeichnet man als Inotropika (Singular: Inotropikum) oder inotrope Substanzen. Es wird die positive Inotropie (Steigerung der Kontraktilität) von der negativen Inotropie (Herabsenken der Kontraktilität) unterschieden. Ein herzstärkendes Medikament heißt Kardiakum (Plural Kardiaka). Vasopressoren sind Medikamente, die ebenfalls die Herzkraft beeinflussen.
Mit positiven Inotropika will man durch Vergrößerung des Herzzeitvolumens die Symptome der Herzinsuffizienz verbessern. Mit negativen Inotropika will man zur Vergrößerung der individuellen Lebenserwartung (Lebensverlängerung) das Herz entlasten (Kardiodepression, Kardioprotektion) – unter Inkaufnahme einer möglichen Verschlechterung der Herzinsuffizienz.
Zahlreiche Beispiele für positive und negative Inotropika finden sich bei Stichwort Inotropie.
Alle herzwirksamen Glykoside (Herzglycoside) erhöhen die Kontraktionskraft der Herzmuskelfasern, so dass der Wirkungsgrad der Herzarbeit erhöht wird. Als Folge werden die Nierendurchblutung und die Diurese vermehrt. Weißdorn soll die Herzleistung vergrößern, die Herzkraft vergrößern, die Ejektionsfraktion vergrößern und den peripheren Widerstand (Gefäßwiderstand) verkleinern.
Vasopressoren (Vasokonstriktoren, Vasokonstringenzien) verkleinern den Arterienradius und vergrößern so den peripheren Widerstand. Diese Substanzen sollen den Blutdruck vergrößern. Der Wirkmechanismus liegt meist in der Aktivierung von Rezeptoren des sympathischen Nervensystems. Die Folgen sind ein erhöhter Gefäßtonus, eine erhöhte Kontraktilität des Herzens, eine vergrößerte Herzkraft, ein erhöhtes kardiales Pumpvolumen, eine vergrößerte Herzarbeit, eine vergrößerte Herzleistung. Sie sollen das Herzzeitvolumen vergrößern, obwohl eine Widerstandvergrößerung ceteris paribus das Herzzeitvolumen verkleinert. Andererseits vergrößert eine Blutdrucksteigerung das Herzzeitvolumen. – Eine beabsichtigte Vergrößerung des Herzzeitvolumens kann durch eine zusätzliche Volumensubstitution erzielt werden, wenn dadurch kompensatorisch der Blutdruck stärker als der periphere Widerstand vergrößert wird.
Ein natürlich vorkommender, im Hypothalamus gebildeter Vasopressor ist das antidiuretische Hormon (ADH, Vasopressin). Als Nonapeptid (aus neun Aminosäureeinheiten aufgebaut) kann es synthetisch hergestellt und als blutdrucksteigerndes Medikament eingesetzt werden.

## Geschichte
Schon William Harvey hat die Begriffe Herzkraft, Blutdruck und Widerstand 1649 in seinem zweiten Brief an seinen Kritiker Jean Riolan junior (1580–1657) erwähnt. Unklar ist, ob damals schon das Herzzeitvolumen als Quotient aus Blutdruck und Widerstand erkannt wurde. Zumindest waren diese drei Parameter aber schon 1641 dem Jan de Wale bekannt. Jan de Wale (1604–1649) war ein Anatom in Leiden.
Karl von Vierordt (1818–1884) befasste sich schon 1850 mit der Herzkraft. 1854 entwickelte er die Sphygmographie zur Aufzeichnung des arteriellen Pulses. 1858 veröffentlichte er eine Monographie über Versuche zur Messung der Strömungsgeschwindigkeit des Blutes. Er konstruierte ein Gerät zur exakten unblutigen Messung des Blutflusses mit Hilfe eines hydromechanischen Pendels; diese Vorrichtung nannte er einen Hämotachometer.
Julius Robert von Mayer veröffentlichte 1851 die beiden Arbeiten „Bemerkungen über das mechanische Äquivalent der Wärme“ und „Über die Herzkraft“.
In vielen einschlägigen Fachbüchern, auch in den neuesten Auflagen der Standardwerke wie Harrisons Innere Medizin, Merck Manual, Lehrbuch der inneren Medizin von Walter Siegenthaler oder im Handbuch der Inneren Erkrankungen, werden die Begriffe Herzkraft, Kardiakum und Inotropie nicht mehr erwähnt.
Ein Beispiel für ein altes positives Inotropikum ist Buphenin (Bupheninum, Nylidrinum) mit dem bezeichnenden Handelsnamen Dilatol. Es wirkt agonistisch an den Beta-Adrenozeptorenen des Sympathikus und vermittelt auf diese Weise einen gefäßerweiternden und positiv inotropen Effekt. Folgen sind ein Anstieg der Herzkraft, eine Absenkung des Gefäßwiderstandes und somit eine gesteigerte Durchblutung des peripheren Gewebes. Indikationen waren Schnupfen, periphere Durchblutungsstörungen, altersbedingte Makuladegeneration und Störungen des Dunkelsehens. 2011 wurde der Wirkstoff aufgrund häufiger unerwünschter kardialer Nebenwirkungen (Hypotonie, Herzrhythmusstörungen, Angina pectoris) vom Markt genommen.